# Zygosepalum marginatum
Zygosepalum marginatum är en orkidéart som beskrevs av Leslie Andrew Garay. Zygosepalum marginatum ingår i släktet Zygosepalum och familjen orkidéer.
Artens utbredningsområde är Colombia. Inga underarter finns listade i Catalogue of Life.